# Colleville-sur-Mer
Colleville-sur-Mer [kɔlvil syʁ mɛʁ] ist ein Dorf und eine Gemeinde mit 203 Einwohnern (Stand 1. Januar 2022) im französischen Département Calvados in der Region Normandie. Die Gemeinde gehört zum Arrondissement Bayeux und zum Kanton Trévières.

## Geographie
Colleville-sur-Mer liegt knapp 20 Kilometer nordwestlich von Bayeux an der Côte de Nacre („Perlmuttküste“) im Bessin auf einer Anhöhe oberhalb des Omaha Beach.

## Geschichte

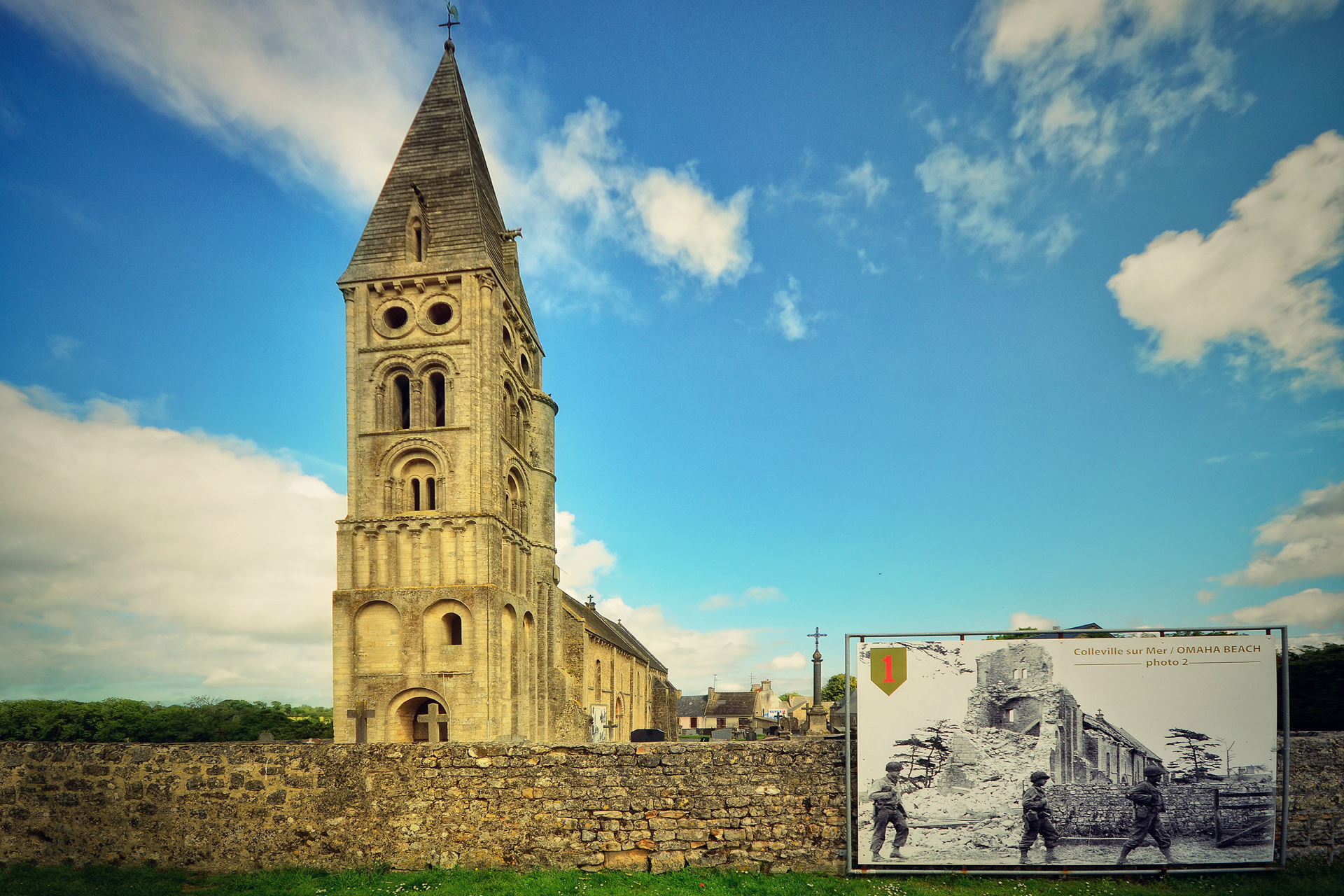
Kirche von Colleville-sur-Mer heute mit Hinweisplakat auf D-Day Omaha-Beach

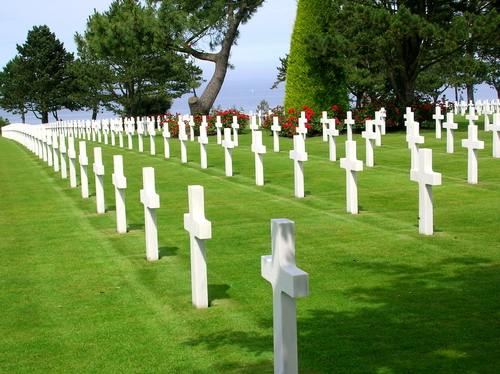
Amerikanischer Soldatenfriedhof (Normandy American Cemetery) bei Colleville-sur-Mer

Obwohl neuere archäologische Funde Beweise für eine Besiedelung schon in gallorömischer Zeit geliefert haben, ist der Ortsname von Colleville wikingisch-normannischen Ursprungs. Er setzt sich aus dem skandinavischen Anthroponym Koli und der lateinischen Bezeichnung villa im Sinne von villa rustica, Landgut, zusammen.
Schriftlich erwähnt findet sich der Ort erstmals 1082 in der Cartulaire de la Trinité unter dem Namen Colevilla. 1269 erhielt der Ort Gemeinderechte, nunmehr unter dem Namen Collevilla.
Die mittelalterliche Burg Château Perrey du Moustier wurde von den Engländern im Verlauf des Hundertjährigen Krieges geschleift. Im 18. Jahrhundert wurde von Comte Charles Léonor de Marguerye und seinem Sohn ein Schloss errichtet, das jedoch während der Kampfhandlungen im Rahmen der Landung der Alliierten im Juni 1944 schwer beschädigt und dessen Überreste schließlich im Jahr 1953 abgetragen wurden. Ebenfalls schwer beschädigt war die romanische Kirche Notre-Dame de l’Assomption aus dem 12. Jahrhundert, die aber nach Ende des Krieges weitgehend originalgetreu wieder aufgebaut wurde. Sie ist als Monument historique klassifiziert.
Während des D-Day lag Colleville oberhalb der Sektoren Fox Green und Easy Red (weiter westlich in Richtung Saint-Laurent-sur-Mer) des Landungsabschnittes Omaha Beach. In den Morgenstunden des 6. Juni 1944 landeten hier die 1. und 29. US-Infanteriedivision und stießen zunächst auf schweren deutschen Widerstand. Erst gegen 20 Uhr gelang es auf der Anhöhe westlich von Colleville einen ersten Brückenkopf zu etablieren. Der Ort selbst wurde erst am folgenden Tag vom 2. Bataillon des 18. Regiments der 1. US-Infanteriedivision eingenommen. Am gleichen Tag wurden innerhalb von zwei Stunden 16 deutsche Soldaten durch drei französische Widerstandskämpfer vom Turm der Kirche getötet. Durch zwei Schüsse eines 8,8-cm-Raketenwerfers wurde der Turm zum Einsturz gebracht, zwei Widerstandskämpfer starben dabei.
An der Stelle des Brückenkopfes wurde bereits am 8. Juni 1944 ein erster US-amerikanischer Soldatenfriedhof errichtet, heute befindet sich dort der vielbesuchte Normandy American Cemetery mit 9.386 Gräbern und einem Mahnmal für 1.557 Vermisste.

### Bevölkerungsentwicklung
| Jahr                       | 1962 | 1968 | 1975 | 1982 | 1990 | 1999 | 2006 | 2016 |
| -------------------------- | ---- | ---- | ---- | ---- | ---- | ---- | ---- | ---- |
| Einwohner                  | 225  | 195  | 180  | 169  | 146  | 172  | 167  | 176  |
| Quellen: Cassini und INSEE |      |      |      |      |      |      |      |      |